# Sonia Livingstone
 (mai 2025).
Si vous disposez d'ouvrages ou d'articles de référence ou si vous connaissez des sites web de qualité traitant du thème abordé ici, merci de compléter l'article en donnant les références utiles à sa vérifiabilité et en les liant à la section « Notes et références ».
Sonia Livingstone est une chercheuse britannique née le 30 avril 1960 travaillant sur les médias en relation avec la société.
Elle est professeur de psychologie sociale, ancienne directrice du département des médias et des communications à la London School of Economics and Political Science. Livingstone a écrit une vingtaine de livres, une centaine d’articles. Elle est connue pour son engagement public continu dans ses domaines de recherche et a conseillé le gouvernement britannique, la Commission européenne, le Parlement européen, le Comité des droits de l'enfant des Nations Unies, l'OCDE, l'UIT et l'UNICEF. En 2014, Livingstone reçoit le titre d'officier de l'ordre de l'Empire britannique.

## Carrière universitaire

### Début de carrière
Livingstone est titulaire d'une licence en psychologie de l'University College London et obtient son doctorat en psychologie de l'université d'Oxford. Sa thèse de doctorat (1987) dirigé par le professeur Michael Argyle s'intitule «Social Knowledge and Programme Structure in Representations of Television Characters».
Combinant psychologie sociale, communication de masse et études culturelles, les premiers travaux de Livingstone tiennent compte des logiques des téléspectateurs de feuilletons britanniques populaires (Dallas, Coronation Street, EastEnders). Le travail de Livingstone est étroitement lié au domaine des études d'audience. En 1990, Livingstone rejoint la London School of Economics and Political Science au département de psychologie sociale en tant que chargée de cours et obtient le titre de professeur titulaire en 1999. Elle continue d'enseigner sur le sujet des publics à la LSE.

### Médias et communications (1990 à aujourd'hui)
En 1993, Livingstone fonde le MSc en médias et communications à la LSE. Par la suite, en 2003, elle est l'un des professeurs fondateurs du département des médias et des communications de la LSE. Elle est chef de département (2009 à 2012) et supervise plus de 25 doctorats . Parmi ses collaborateurs réguliers figurent les spécialistes des médias Nick Couldry, Peter Lunt et Ellen Helsper.
Au sein du département, elle enseigne en master des cours en théorie des médias, et supervise des doctorants travaillant sur le paysage médiatique en mutation.
Tout au long de sa carrière, Livingstone remporte de nombreux prix et occupe plus de 15 postes universitaires, notamment en tant que professeur à l'université d'Oslo (2014-2016), en tant que professeur invité à l'université Paris-Panthéon-Assas (Paris II) en (2009) et en tant que membre du corps professoral du Berkman Center for Internet & Society de l'université Harvard (2013-2014).

## Contributions majeures et expertise en recherche

### Premiers travaux
Livingstone se concentre sur la manière dont les téléspectateurs réagissent et créent du sens à partir de divers genres télévisuels, plus spécifiquement les feuilletons. Elle combine des théories de psychologie critique et sociale et utilise des méthodologies qualitatives.
Tout au long des années 1990, Livingstone complète ses recherches initiales sur les feuilletons pour inclure des débats ou des discussions télévisées. Au début de la décennie, elle travaille également sur la psychologie sociale économique aux côtés de Peter Lunt,,. Certains de ces thèmes sont abordés dans le livre « Mass Consumption and Personal Identity: Everyday Economic Experience ».

### Les jeunes et les nouveaux médias [de la fin des années 1990 à aujourd'hui]
Prêtant attention aux innovations des technologies médias de l'époque, Livingstone écrit en 1999 sur la nécessité d'une conception inclusive des nouveaux médias. Livingstone s'oriente vers un public plus jeune et dirige le projet de recherche « Children and their Changing Media Environment » jusqu'en 1999. En 2002 elle publie « Young People and New Media »,.

### Enfants, parentalité et Internet [fin des années 2000 à aujourd'hui]
Livingstone se distingue par ses recherches portant sur l'essor d'Internet dans la vie quotidienne des enfants et des familles. Son travail sur l’utilisation d’Internet par les enfants cherche à aller au-delà des hypothèses courantes. Dans « Risk and Harm on the Internet », elle présente les principales recommandations politiques issues du projet EU Kids Online. Livingstone appelle à des discussions sur l’utilisation croissante des appareils par les enfants afin de dépasser le concept de « temps passé devant un écran ». Elle souligne que les mesures du temps d’écran peuvent être erronées et signifier des choses différentes  suivant les différentes parties prenantes.  Elle appelle les décideurs politiques et les soignants à prendre également en compte les expériences qualitatives que les enfants ont avec les médias numériques. Ses travaux empiriques examinent les opportunités et les risques offerts par les technologies numériques et en ligne, notamment pour les enfants et les jeunes à la maison et à l’école. Plus largement, elle s’intéresse à la manière dont les valeurs citoyennes peuvent être mieux intégrées dans les infrastructures d’information et de communication. 

## Travailler en dehors du milieu universitaire

### Consultation des décideurs politiques, des organismes nationaux et transnationaux
Livingstone est active au travers de  consultations  auprès des organismes gouvernementaux, des associations internationales (exemple Nations Unies), des organisations non gouvernementales. Ces engagements reflètent son expérience dans l’utilisation de ses connaissances des enfants, des technologies numériques et des publics au-delà du monde universitaire. Ses réflexions auprès des décideurs politiques et des organisations concernent sur les droits des enfants en relation avec l’environnement numérique, la sécurité en ligne et l’éducation aux médias. En 2022, elle est experte au sein du groupe de travail Broadband Commission for Sustainable Development's Working Group on Data for Learning.
Pour les organismes gouvernementaux britanniques, elle collabore avec le «Council for Child Internet Safety» après avoir travaillé comme Evidence Champion (2010 à 2018) et présidé l'Evidence Group (anciennement Expert Research Panel) (2009 à 2012). De plus, elle contribue à divers groupes de projets, notamment sur l’autorégulation, la vérification de l’âge et la résilience numérique (2010 et 2018). Elle est également conseillère académique pour The Byron Review: Safer Children in a Digital World (2007 à 2008) et était auparavant membre du groupe de travail du ministre de l'Intérieur pour la protection de l'enfance sur Internet. Livingstone contribue également depuis longtemps à l'amélioration de l'éducation aux médias, en siégeant au panel consultatif Making Sense of Media (éducation aux médias) de l'Ofcom (2019 à 2021) et (2022 à 2025).
Ses collaborations avec la Commission européenne incluent sa participation au conseil consultatif de l'Observatoire européen des médias numériques en 2020-2022 et 2023-2024, et sa contribution à un groupe de travail sur la désinformation et l'Ukraine en 2022. De plus, elle est membre du groupe consultatif pour le « Better Internet for Kids – BIK Policy Map » de 2019 à 2023, et elle est ambassadrice #SaferInternet4EU depuis 2018, à l'invitation de la commissaire européenne Mariya Gabriel. Son implication s'étend au groupe consultatif d'experts Horizon 2020 (E02951) pour «Europe in a changing world – inclusive, innovative and reflective societies» de 2013 à 2015.
De 2020 à 2022, elle est un membre du conseil consultatif de la Commission Internet. Ses contributions à la protection des enfants en ligne sont remarquables, notamment son travail avec l'UIT (Union internationale des télécommunications) sur les lignes directrices sur la protection des enfants en ligne en 2019-20 et sa participation à la recommandation de l'OCDE sur les enfants dans l'environnement numérique de 2019 à 2021. Son travail sur l’IA éthique comprend sa participation au Conseil consultatif de l’Institut pour l’IA éthique dans l’éducation de 2019 à 2021. Elle collabore avec l’UNICEF sur des projets de recherche visant à comprendre et à relever les défis auxquels sont confrontés les enfants dans le monde numérique.

### Médias et engagement numérique
Livingstone fait des apparitions régulières dans les médias grand public, souvent en tant que commentateur et analyste expert sur des sujets liés aux enfants, à la technologie et aux médias numériques. Ses recherches sont couvertes par des publications telles que The Guardian, The Financial Times, la BBC, The Observer et The Times. Outre les ouvrages universitaires, plusieurs ouvrages de Livingstone, dont le récent « Parenting for a Digital Future », sont également destinés à un public plus large (parent, éducateur, soignant). 
Livingstone est active sur Twitter et LinkedIn, où elle partage régulièrement des mises à jour sur ses travaux de recherche. Ses conférences publiques sont disponibles sur des sites de streaming vidéo, y compris sa conférence au Ted Summit en 2019. Livingstone gère le blog « Parenting for a Digital Future » hébergé par la LSE, publiant des contributions régulières de praticiens, de chercheurs et d'elle-même sur le thème des enfants grandissant dans un monde numérique.

## Projets de recherche sélectionnés

### Commission de l'avenir numérique
Dans le cadre de son association avec la Fondation 5Rights, Livingstone dirige la « Digital Futures Commission », une initiative visant à placer « les intérêts des enfants au centre de la conception du monde numérique ». Depuis 2020, le travail de la commission consiste à conduire « un changement réel dans le monde pour les enfants et les jeunes »  et cette intention se reflète dans la diversité du groupe, comprenant des universitaires et des dirigeants de l'université de Leeds, de l'Institut Alan Turing, du Groupe Lego, d'EY et de la BBC.

### Les tout-petits et les tablettes : explorer les risques et les avantages auxquels les 0-5 ans sont confrontés en ligne
Entre 2015 et 2018, Livingstone travaille comme co-chercheur dans un projet de recherche sur l'utilisation croissante d'appareils numérique (iPad, tablettes et smartphones) par les enfants d'âge préscolaire. Financé par le Conseil australien de la recherche, le projet étudie les pratiques familiales concernant l'utilisation d'Internet par les très jeunes enfants en Australie et au Royaume-Uni et fournit des recommandations aux décideurs politiques et aux parents d'enfants de moins de 5 ans. Ce projet Toddlers and Tablets implique une collaboration entre l'université Edith Cowen, la LSE et le Dublin Institute for Technology.

#### La classe
Livingstone dirige « The Class », un projet de recherche examinant le mélange émergent d'expériences en ligne et hors ligne dans la vie d'apprentissage quotidienne des adolescents. L’étude se concentre sur le réseau fluctuant des réseaux peer-to-peer pouvant transcender les frontières institutionnelles, les valeurs des adultes et les pratiques établies d’apprentissage et de loisirs. Dans une école londonienne ordinaire, le projet suit les réseaux au sein et au-delà d'une seule classe d'élèves de 13 à 14 ans à la maison, à l'école et ailleurs pendant une année scolaire - en observant les interactions sociales pendant et entre les cours ; en menant des entretiens avec les enfants, les parents, les enseignants et d'autres personnes concernées ; et en cartographiant les engagements extrascolaires avec les technologies de réseautage numérique pour révéler à la fois les modèles d'utilisation et la qualité et la signification de ces engagements dans la mesure où ils façonnent les opportunités d'apprentissage des jeunes. La classe faisait partie du réseau de recherche sur l'apprentissage connecté financé par la Fondation MacArthur. Un livre homonyme sur l'étude avec Julian Sefton-Green a été publié en 2016.

### Les enfants britanniques se connectent à Internet : nouvelles opportunités et dangers
Le projet étudie l’utilisation d’Internet par les jeunes de 9 à 19 ans au moyen d’entretiens qualitatifs avec les enfants et les parents. En tenant compte de l’âge, du contexte socio-économique, du sexe et d’autres données démographiques, l’étude vise à comprendre les problèmes liés à (i) l’accès à Internet ; (ii) la nature de l’utilisation d’Internet; (iii)la fracture numérique; (iv) l’éducation, l’apprentissage et l’alphabétisation; (v) la communication; (vi) la participation; (vii) les  risques associés à Internet; et (viii) la régulation d’Internet à domicile.

### EU Kids Online I, II & III
Livingstone anime le projet EU Kids Online (2006-2009) financé par le programme Safer Internet de la Commission européenne. Avec des équipes de recherche réparties dans toute l’Europe, il génère des résultats de recherche provenant de 21 pays sur la manière dont les enfants et les jeunes utilisent Internet et les nouvelles technologies en ligne. L’objectif est d’identifier des résultats comparables à travers l’Europe et d’évaluer les influences sociales, culturelles et réglementaires affectant les opportunités et les risques en ligne, ainsi que les réponses des enfants et des parents, afin d’éclairer les politiques.
EU Kids Online II se déroule de 2009 à 2011. L'objectif est d'améliorer les connaissances sur  la sécurité en ligne des enfants européens.  Les résultats proviennent d’entretiens menés directement auprès de 25 000 enfants et de leurs parents dans 25 pays d’Europe. 
EU Kids Online III est le dernier projet de suivi qui s'est déroulé de 2011 à 2014 et s'est étendu à 33 pays.

## Nominations et distinctions
Elle fait partie du comité de rédaction de plusieurs revues (Journal of Communication, Feminist Media Studies, British Journal of Social Psychology), est rédactrice associée de The Communication Review . De 2007 à 2008, elle est présidente de l' Association internationale de communication, est membre des différents comités de l'organisation à plusieurs reprises et poursuit son engagement en tant que membre de l'ICA. Parmi les distinctions, citons des doctorats honorifiques de six universités et le prix de recherche engagée de la division Enfants, adolescence et médias de l'International Communication Association en 2022. En 2020, elle reçoit le prix de la British Psychological Society pour sa contribution remarquable à la psychologie sociale. Ses contributions sont également reconnues à l'échelle internationale avec la médaille Erasmus de l'Academia Europaea en 2019. En juillet 2018, elle est élue membre de la British Academy (FBA). Livingstone est nommé officier de l'ordre de l'Empire britannique (OBE) lors de la célébration du Nouvel An 2014 de la Reine. Ses recherches sont reconnues par l'institut Family Online Safety, (prix FOSI en 2012), et par l'Academia Europaea, (médaille Erasmus en 2019). Ces prix soulignent son impact significatif sur les domaines de la communication, de la psychologie et des droits de l'enfant.

## Livres sélectionnés
Parmi les livres écrits par Livingstone, on peut citer:
- Parenting for a Digital Future (with Alicia Blum-Ross). Oxford University Press, 2020
- The Class: Living and learning in the digital age. (with Julian Sefton-Green), New York University Press, 2016
- Media Regulation: Governance and the interests of citizens and consumers (with Peter Lunt). Sage, 2012.
- Children and the Internet: Great Expectations, Challenging Realities. Polity. 2009.
- Media Consumption and Public Engagement: Beyond the Presumption of Attention, editions 1 and 2 (with Nick Couldry and Tim Markham) Palgrave. 2007, 2010.
- Harm and Offence in Media Content: A review of the empirical literature, editions 1 and 2. (with Andrea Millwood Hargrave).  Intellect Press. 2006, 2009.
- Young People and New Media: Childhood and the Changing Media Environment. Sage. 2002